# Kaliwerk Wils

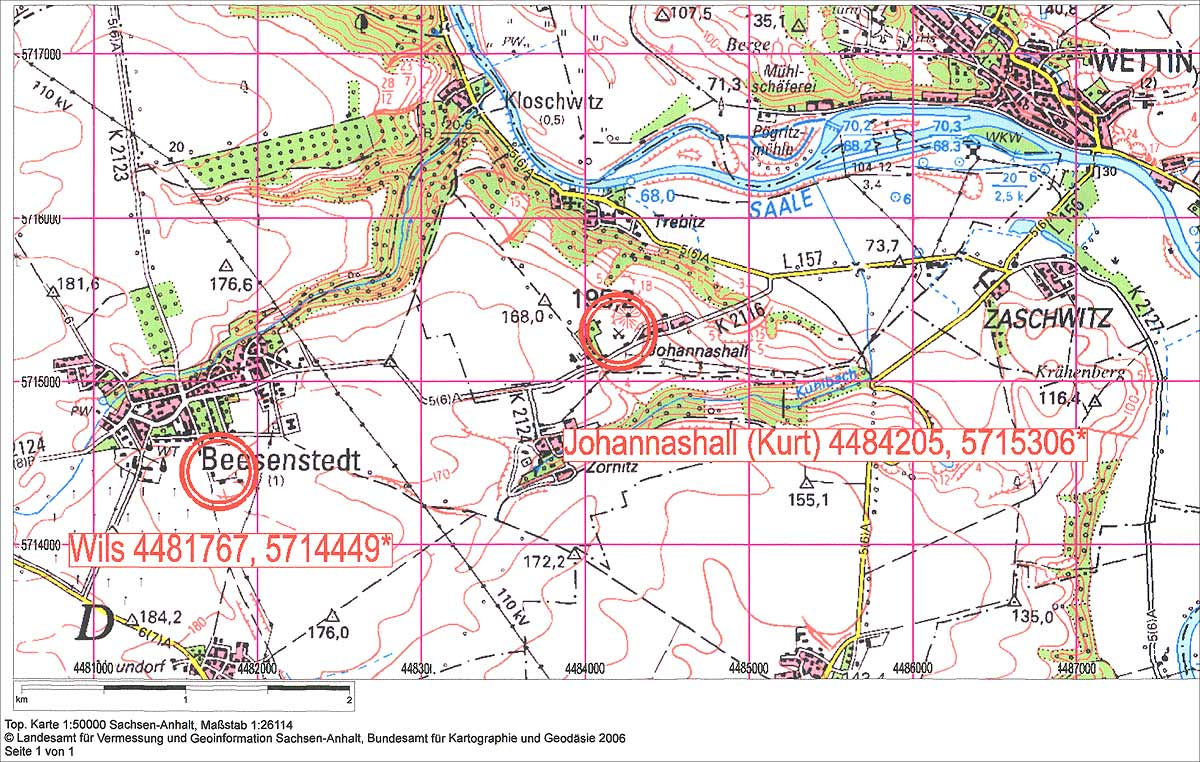
Lage des Schachtes Wils

Das Kaliwerk Wils der gleichnamigen Gewerkschaft war ein Bergwerk auf Kalisalze etwa 500 m südlich der Ortschaft Beesenstedt der heutigen Einheitsgemeinde Salzatal im Saalekreis in Sachsen-Anhalt. Die 1.000 Kuxe der „Gewerkschaft Kalibergwerk Wils“ hielt die „Gewerkschaft Johannashall“, sodass die Gewerkschaft Wils faktisch deren Tochterunternehmen war. Vorstand und Direktion waren auf beiden Bergwerksanlagen dieselben Personen.

## Lage
Das Bergwerk liegt am Nordostrand der Mansfelder Mulde. Bedingt durch die Nähe des Muldenrandes machten sich in der Umgebung der Grubenfelder Einflüsse der randnahen Salzauslaugung bemerkbar (z. B. lokal fehlendes Salinar des Zechstein 4 und 3). Bedingt durch den Einfluss der Randstörungen des Halleschen Porphyrgebietes sind die Lagerungsverhältnisse des Salinars auf Schacht Wils sehr kompliziert.
Abgebaut wurde das Kali-Flöz „Staßfurt“, überwiegend in carnallitischer Fazies, in geringem Umfang auch Hartsalz.
Im Zusammenhang mit dem Ende des deutschen Kalimonopols nach dem Ersten Weltkrieg und dem Bestreben nach grundlegender Reorganisation und Rationalisierung der Kaliindustrie, welche sich in der Stillegungsverordnung vom 18. Juli 1919 niederschlug, erfolgte die Betriebseinstellung 1922.
Teufzeit: 1909 bis 1911 (Endteufe 623,489 m); Schachtdurchmesser 4,5 m lichte Weite bis Teufe 233 m; 5,0 m lichte Weite bis Endteufe; noch offenstehende Grubenhohlräume: etwa 100.000 m³. Zur Erfüllung einer bergbehördlichen Forderung nach einem zweiten Ausgang wurde mit der benachbarten „Gewerkschaft Johannashall“ ein Durchschlagsvertrag geschlossen, so dass jedes Bergwerk den Schacht des jeweils anderen als Fluchtweg nutzen konnte. Der Durchschlag erfolgte im Februar 1912.

## Geologische und hydrogeologische Lagerstättenverhältnisse der Schachtanlage Wils

### Die geologische und lagerstättenwirtschaftliche Situation
| Teufe                   | Teufe | Bezeichnung                             |
| ----------------------- | ----- | --------------------------------------- |
| von                     | bis   | Bezeichnung                             |
| 0,0                     | 3,0   | Aufschüttung                            |
| 3,0                     | 5,0   | Mutterboden                             |
| 5,0                     | 18,0  | Lehm                                    |
| 18,0                    | 19,0  | grauer Kalkstein                        |
| 19,0                    | 20,0  | blauer Schiefer                         |
| 20,0                    | 594,0 | Sandstein und Letten in Wechsellagerung |
| 594,0                   | 596,0 | Salzton                                 |
| 596,0                   | 597,0 | rötliches Steinsalz                     |
| 597,0                   | 602,5 | Carnallitit und Steinsalz               |
| 602,5                   | 623,5 | Steinsalz mit Carnallititschnüren       |
| 623,5                   | 632,0 | roter Ton mit Steinsalz                 |
| 632,0                   | 651,0 | Steinsalz                               |
| (Endteufe bei 623,49 m) |       |                                         |

Die Schachtanlage Wils liegt im Nordostteil der Mansfelder Mulde. Gegen die präsalinaren Schichten der Halleschen Mulde (Rotliegendes, Porphyre) im Osten und die Halle-Hettstedter Gebirgsbrücke im Norden hebt sich die Mansfelder Mulde hier relativ steil heraus.
Die Auslaugung des Zechsteins vom Ausgehenden her zum Muldeninneren ist in diesem Raume – bedingt durch das steile Fallen dieser Schichten – ziemlich weit fortgeschritten. Der Salzspiegel liegt am Nordrand der Mansfelder Mulde bei rund −190 m NN; er wurde u. a. mit der Bohrung Zaschwitz (Solequelle) nachgewiesen. Neben der Auslaugung führten tektonische Vorgänge zu starken Störungen der Lagerstätten des Zechsteins in diesem Gebiet. Das Generalstreichen des Salinars verläuft zwar annähernd parallel zur Achse der Mansfelder Mulde (SE-NW), jedoch kommt es durch den wellenförmigen Verlauf der Mulden- und Sattellinien zur Bildung unregelmäßiger Kuppen und Vertiefungen. Daneben sind durch Fließtektonik und Salzanstauung starre Horizonte (wie z. B. Hauptanhydrit) ausgegliedert worden, sodass im Bereich beider Schachtanlagen relativ komplizierte geologische Verhältnisse vorliegen.
Die Intensität der Störungen nimmt nach dem Muldenrand infolge des dort vorhandenen Porphyrwiderlagers zu, sodass der Zechstein im Grubenfeld Wils weniger stark tektonisch beeinflusst wurde als auf der nördlicher gelegenen Schachtanlage Johannashall. Nach MÜLLER existierten im Grubenfeld Aufschlüsse vom Zechstein 4 (Grenzanhydrit) bis zum Zechstein 2 (Staßfurt-Steinsalz). Einer stärkeren tektonischen Beanspruchung unterlagen vor allem der Grenzanhydrit (der in den Aufschlüssen stets stark zertrümmert und zerrissen vorlag), das Leine-Steinsalz, der Komplex Grauer Salzton/Hauptanhydrit und das Kaliflöz „Staßfurt“. Erwähnenswert ist ein Gasvorkommen (vermutlich Methan), das mit einem Vorbohrloch im Pegmatitanhydrit angetroffen wurde und unter hohem Druck stand (März 1921: 60 bar).
Infolge der ausgeprägten Fließtektonik waren die Anhydritlinien des Leine-Steinsalzes nur undeutlich und verschwommen ausgebildet. Dadurch konnte auf der Schachtanlage Wils auch Steinsalz (stratigraphisch vermutlich Liniensalz) mit über 99 % NaCl abgebaut und direkt als Speisesalz verkauft werden. Das Kalilager trat überwiegend eingefaltet in den jüngeren Salzfolgen auf. In bauwürdiger Mächtigkeit lag es vor allem im Nordost- und Nordwestfeld vor. Der abgebaute Carnallitit (petrographisch anhydritischer Carnallit-Halit mit wenig Kieserit) zeigte konglomeratische Ausbildung. Besonders im Nordwestfeld kam er nur als Trümmercarnallitit vor; geschichteter Carnallitit fehlte gänzlich.
Ebenso wie auf der benachbarten Schachtanlage Johannashall wiesen K2O- und Kieseritgehalt eine nach dem Hangenden zunehmende Tendenz auf. Der Kieseritgehalt lag niedriger als in den übrigen Aufschlüssen der Mansfelder Mulde und damit in gleicher Größenordnung wie auf Schacht Johannashall. Über Mächtigkeit und K2O-Gehalt des Lagers liegen bei den verschiedenen Autoren unterschiedliche, sich mitunter widersprechende Angaben vor. So soll 700 m vom Schacht ein hochprozentiges Carnallitlager auf 200 m streichender Länge und 150 m flacher Höhe erschlossen worden sein (K2O 10,1–12,6 %). Stellenweise wurden Hartsalz und Sylvin mit einem K2O-Gehalt bis 13,3 % und Mächtigkeiten von 1,5 m im Hangenden und Liegenden des Lagers festgestellt. Das zahlreiche Mulden und Sättel bildende Lager hatte eine durchschnittliche Mächtigkeit von 9 m und besaß K2O-Gehalte bis 12,9 % (durchschnittlich bei 10 %).
Im Bezug auf die Tektonik lagen auf der Schachtanlage Wils zwar einfachere Verhältnisse als auf der Schachtanlage Johannashall vor, trotzdem war die Lagerstätte von Wils im Vergleich zu anderen Aufschlüssen in der Mansfelder Mulde verhältnismäßig stark gestört. Der Querschlag nach Süden durchörterte den nach Süden einfallenden Schenkel eines Sattels. Ein bauwürdiges Kalilager wurde nicht angetroffen, eine Vorbohrung traf Schichten des Oberen Zechsteins an. Die Vortriebe in Richtung Norden standen überwiegend im Leine-Steinsalz. Lediglich im Nordwest- und Nordostfeld lag das Kalilager in bauwürdiger Mächtigkeit vor. In beiden Feldesteilen war das Lager an Sattelstrukturen gebunden; der Sattel im Nordostfeld soll dabei flacher als der im Nordwest-Feld gewesen sein.

### Die hydrogeologischen Verhältnisse
Die hydrogeologische Situation des Gebietes wird in gewissem Umfang durch die am Nordostrand der Mansfelder Mulde umgehende Auslaugung im Bereich des Ausgehenden des Zechsteins beeinflusst. In den Verbreitungsgebieten der Salzauslaugung sind nur selten nutzbare Wasservorkommen vorhanden. Meist ist das Hangende weitgehend entwässert, während das Liegende mehr oder weniger versalzen ist, bzw. je nach dem Stand der Auslaugung nur Wässer mit hohen Härtegraden auftreten.
Als Hauptwasserleiter tritt der Mittlere Buntsandstein in Erscheinung. In seinem Verbreitungsgebiet liegt der Hauptteil des Grubenfeldes Wils. Der Obere Buntsandstein zeigt nur geringe Wasserführung, hauptsächlich gebunden an den Unteren Röt. Die Wässer sind durch hohe Karbonathärten gekennzeichnet. Erwähnenswert sind weiterhin Wasservorkommen in quartären fluviatilen Bildungen, beispielsweise nordwestlich der Schachtanlage Wils, bzw. südöstlich der Schachtanlage Johannashall. Infolge der geringen räumlichen Ausdehnung dieser Vorkommen und ihrer kleinen Einzugsgebiete sind sie jedoch nur von lokaler Bedeutung.
Detaillierte hydrogeologische Unterlagen liegen aus den Gebieten der Schachtanlage Wils bzw. der benachbarten Schachtanlage Johannashall nicht vor, sodass Angaben über Teufe und Verlauf wasserführender Horizonte sowie Angaben zum Chemismus der Wässer nicht gemacht werden können.

## Der Schachtbau
Mit dem Schachtbau wurde 1909 begonnen. Im November 1911 wurde bei 600 m das Salzlager erreicht. Der Schacht Wils diente gleichzeitig als zweiter Schacht (sog. „Polizeischacht“) für das Grubenfeld der Gewerkschaft Johannashall, deren Schachtanlage ungefähr 2,8 km von Wils entfernt ist. Die Gesamtteufe des Schachtes beträgt dem amtlichen Rißwerk nach 623,489 m.
Die zugänglichen Unterlagen zum Schachtabteufen sind dürftig und z. T. auch widersprüchlich.
„Der Schacht von 651 m Teufe steht auf insgesamt 233 m in Eisen bei einem lichten Durchmesser von 4,5 m. Die übrigen 418 m sind ausgemauert, hier beträgt der Durchmesser 5 m. Einstriche und Spurlatten sind bereits eingebaut. Bei 624 m Teufe ist eine Sohle angesetzt worden. Da die Schachtwandungen noch nicht nachgedichtet sind betragen die Traufwasser zur Zeit etwa 40 l/min….“ (FUCHS et al.)
Diese Teufenangabe differiert gegenüber dem amtlichen Rißwerk um beachtliche 27,5 m. Die weiteren Ausführungen werden im Folgenden jedoch ausschließlich aus den Darstellungen im amtlichen Rißwerk der Schachtanlage Wils abgeleitet.
Schachtdurchmesser: 4,5 m lichte Weite bis Teufe 233 m; 5,0 m lichte Weite bis Endteufe.

## Aus- und Vorrichtung, Abbau- und Versatzverfahren

### Das Abbaufeld des Schachtes Wils
Erschließungsarbeiten: Bei den auf Wils betriebenen Erschließungsarbeiten wurde zunächst ein ca. 700 m östlich vom Schacht durchörtertes hochprozentiges Carnallitlager auf ca. 250 m streichende Länge und 150 m flache Höhe angetroffen. Dieses Lager besaß einen K2O -Gehalt bis 21 % und wurde stellenweise von Hartsalz und Sylvin (bis 1,50 m Mächtigkeit) am Hangenden und Liegenden begleitet.
Den sehr komplizierten Lagerungsverhältnissen musste sich die Abbauweise flexibel anpassen. Es kamen vermutlich verschiedene Methoden der Rohsalzgewinnung – bedingt durch die Mächtigkeitsschwankungen- zur Anwendung.
In einer Übersicht über die Art des Abbaues wurde dem ehemaligen Oberbergamt Halle von der Wintershall AG / Kassel im November 1940 mitgeteilt:
Salzart: Carnallilit und Hartsalz, K2O-Gehalt: 7–9 %.
Mächtigkeit der Kalilagerstätte: 0 – 20 m.
Baufeldteufen:
- Ostfeld: −375 m bis −412 m NN.
- Südostfeld: −365 m bis −385 m NN.
- Südwestfeld: −373 m bis −412 m NN.

Abgebaute Mächtigkeit: volle Lagerstättenhöhe bzw. maximale Bauhöhe 9 m.
Art der Gewinnung: Kammerbau.
Abmessungen der Abbaukammern: Nordfeld 80 m lang, 10 m breit. Nordostfeld 80 m lang, 10 m breit. Reststücke wurden vereinzelt bis 20 m Breite gewonnen. Pfeilerstärken zwischen den Kammern = 7 m, zu den Strecken = 7 m (mindestens). Anzahl der Durchhiebe zwischen den Kammern: 3 m breite Durchhiebe im Abstand von 30–50 m. Abbauverluste: 40 bis 45 %.
Der Durchschlag vom östlichen Rand des Nordostfeldes des Grubenfeldes Wils zum nordwestlichen Bereich des Südwestfeldes der Grube Johannashall erfolgte im Februar 1912. Hierzu trieb man von Wils her einen Querschlag nach Nordosten im Niveau der 623-m-Sohle. Vom Johannashaller Grubenfeld her näherte sich das Gegenort mit einem Gefälle von 19 Grad, denn es galt einen Höhenunterschied von immerhin 73,1 m auszugleichen (Ansatzpunkt Wils: −446,6 m NN; Ansatzpunkt Johannashall: −373,5 m NN).

### Angaben zum Versatz
Versatzart: Trockenversatz, vollständiger oder unvollständiger Versatz.
Versatzmaterial: Steinsalz aus den Aus- und Vorrichtungsstrecken und in geringer Menge Rückstände der Kalifabrik.
Auf Grund der Ausnahmegenehmigung des Oberbergamtes Halle vom 11. April 1922 konnte der Versatz der auf Schacht Wils noch offenstehenden Abbauhohlräume unterbleiben.
Unversetzte Hohlräume 20.800 m³:
- Nordfeld: 6 Kammern, Breite: 9 und 10 m, Höhe: 6–8 m. Hohlraum: 15.900 m³
- Nordostfeld: 4 Kammern, Breite: 10 m, Höhe: 2–4 m. Hohlraum 4.900 m³

## Die finanziellen und betriebswirtschaftlichen Verhältnisse

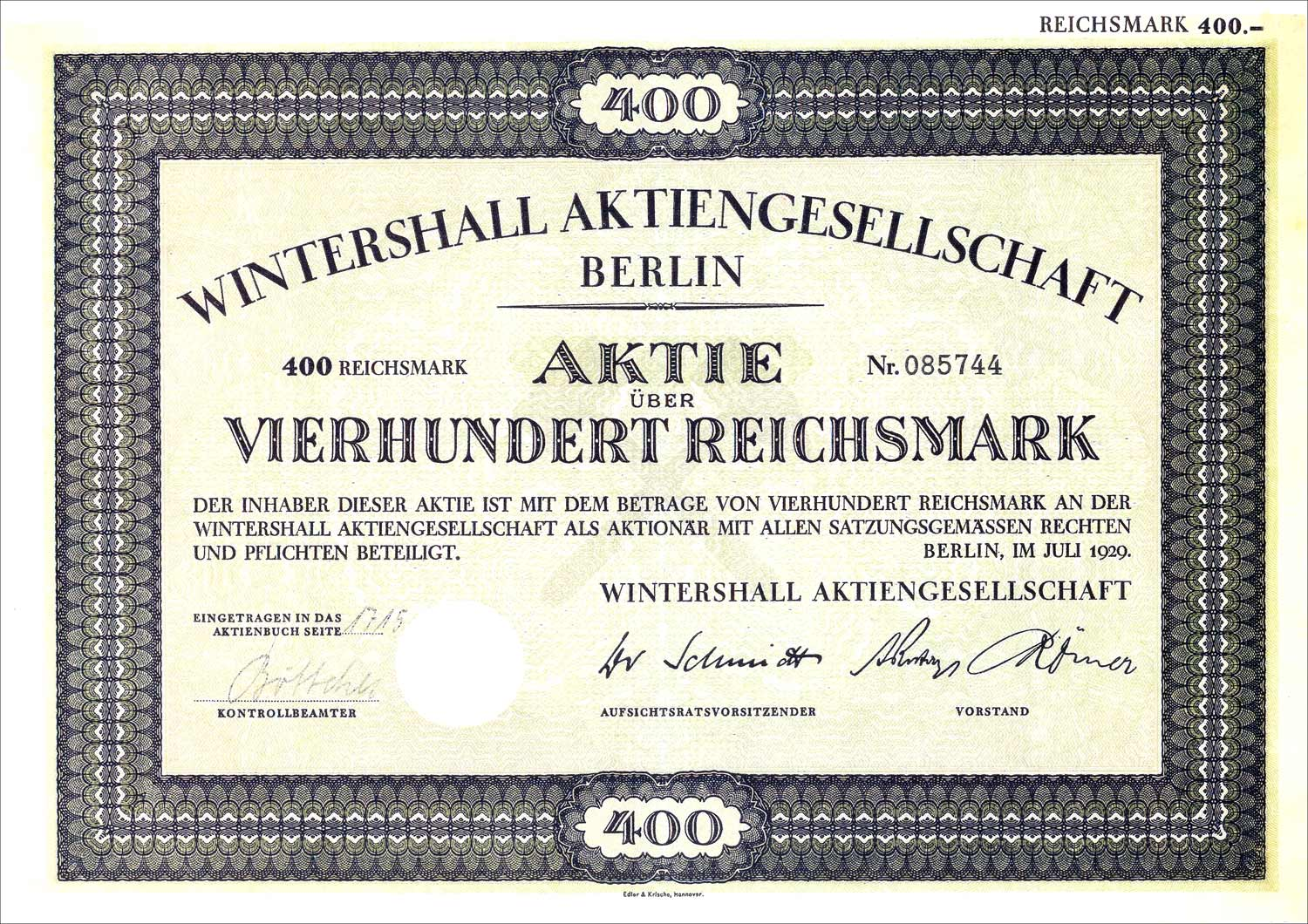
Aktien-Schein der „Wintershall Aktiengesellschaft“

- Gründung: Die „Gewerkschaft Johannashall“ trat ihre Rechte an den Salzmutungen Kurt bei Schochwitz und Else I bei Fienstedt an den Geheimen Justizrat Alexander Thoene aus Naumburg und an den Rentier Felix Rauter aus Essen ab. Beide haben danach neue Mutungen eingelegt, welche sich auf die diese Mutungen begründenden Fundpunkte beriefen. Vom Königlichen Oberbergamt zu Halle / Saale wurde ihnen in den Jahren 1906 und 1907 zunächst aufgrund von zehn Mutungen (alle diese Bohrungen waren kalifündig) die Bergwerke Wils, Wils 2 und 3, Alexander, Rautendelein, Nickelmann, Goethe, Lessing, Schiller und Wieland zur Gewinnung von Steinsalz und beibrechenden Salzen verliehen. Diese zehn Kalisalzwerke sind sodann gemäß Bestätigungsbeschluss vom zuvor genannten Oberbergamt vom 6. August 1908 zu einem einzigen Kalibergwerk Wils vereinigt und durch Feldesaustausch arrondiert worden. Als Eigentümerin wurde die „Gewerkschaft Kalibergwerk Wils zu Beesenstedt“ eingetragen.

- Gerechtsame: Das konsolidierte Bergwerk hatte einen Flächeninhalt von 21.880.466 m² in den Gemarkungen Schochwitz, Raether, Höhnstedt, Krimpe, Elbitz, Gorsleben, Naundorf, Beesenstedt, Schwittersdorf, Dederstedt, Volkmaritz und Zörnitz. Die Gerechtsame markscheidet mit den Feldern der Mansfelder Gewerkschaft, der Schutzbohrgesellschaft und der „Gewerkschaft Johannashall“. Das Oberbergamt Halle genehmigte die Abtrennung der Hälfte der Gerechtsame zwecks Bildung eines besonderen „Bergwerkes Schochwitz“ („Gewerkschaft Schochwitz“, siehe Lageplans oben).

- Zahl der Kuxe: 1000. Diese befanden sich alle im Besitz der „Gewerkschaft Johannashall“, welche in direkter östlicher Nachbarschaft ihr eigenes Bergwerk (Schacht Kurt) nebst Kalifabrik betrieb.

- Beteiligungsziffern: 2,71 Tausendstel ab 1. Februar 1913, 3,8047 Tausendstel ab 1. September 1916. Ab 1. Januar 1925 2,9624 Tausendstel. Am 31. Dezember 1926 2,8726 und am 31. Dezember 1927 2,8416 Tausendstel. Ab 1. Oktober 1932 dann 2,7845 Tausendstel.

### Die Chronologie der Betriebsentwicklung (Auszüge der Jahre 1911–1914)
Vorstand und Direktion waren über die gesamte Betriebsdauer die gleichen wie auf dem Bergwerk der „Gewerkschaft Johannashall“.
- 1911: Vorstand: Geheimer Justizrat A. Thoene, Halle/Saale (Vorsitzender). Direktion: Direktor Hugo Honigmann, Johannashall. Der Schacht ist im Abteufen begriffen. Betriebsführer: Obersteiger Heimeshoff. Durchschnittliche Arbeiterzahl: ca. 60 Mann.
- 1912: Betriebsleitung: wie zuvor. Durchschnittliche Arbeiterzahl: ca. 120 Mann.
- 1913: Betriebsleitung: wie zuvor. Durchschnittliche Arbeiterzahl: ca. 90 Mann.
- 1914: Betriebsleitung: wie zuvor. Durchschnittliche Arbeiterzahl: ca. 90 Mann.

Die Verarbeitung der geförderten Salze erfolgte in der Kalifabrik der „Gewerkschaft Johannashall“.

## Stilllegung der Schachtanlage Wils

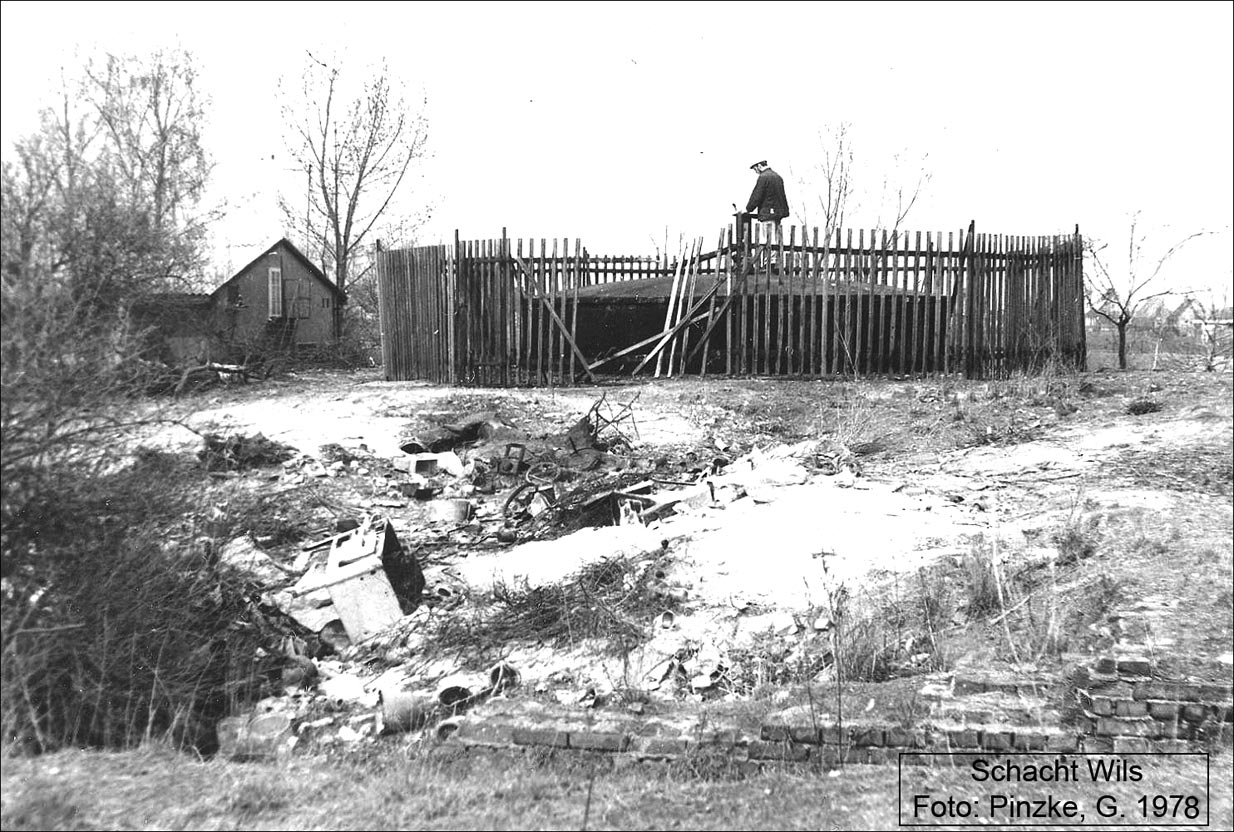
Schachtverschluss des Schachtes Wils im Jahr 1978

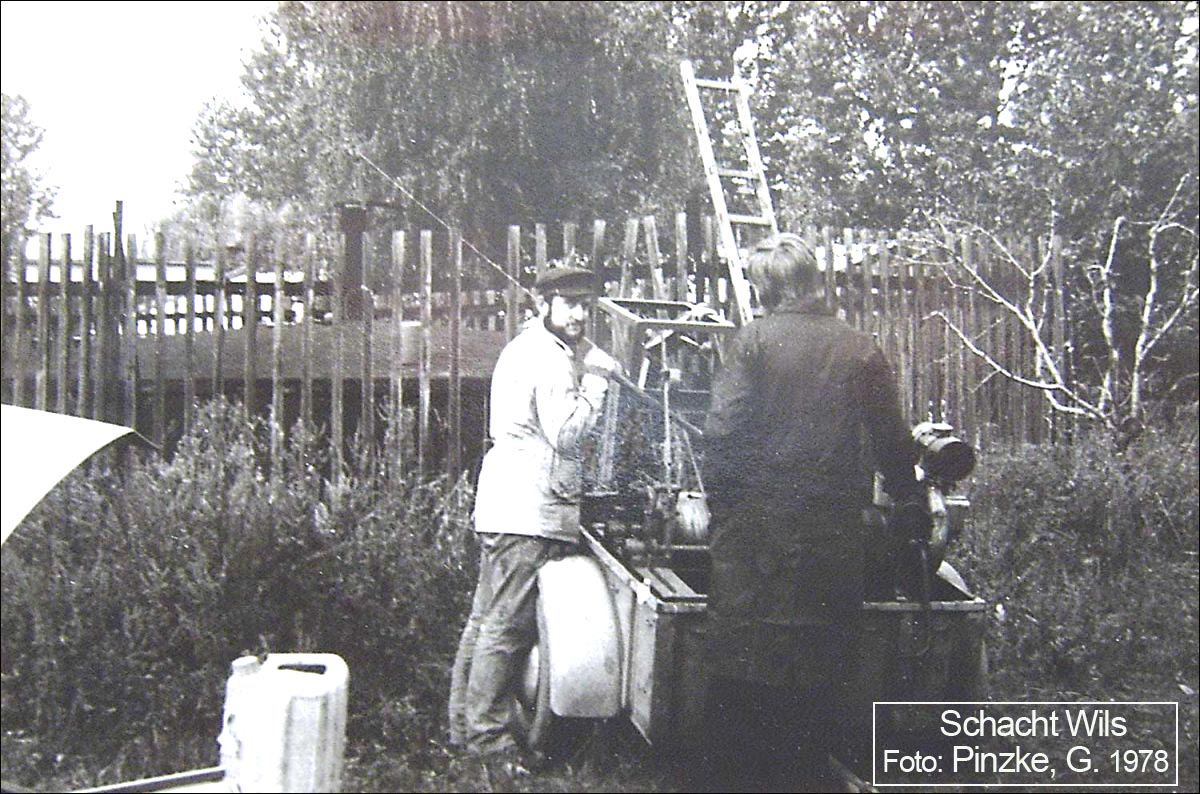
Entnahme von Lösungsproben aus sowie Lotungsarbeiten im Schacht Wils im Jahre 1978

Nach dem Verlust der elsässischen Kalibergwerke an Frankreich infolge des verlorenen Ersten Weltkriegs war das deutsche Kalimonopol gebrochen. Um die Überproduktion von Kalisalzen einzudämmen, erließ der Reichstag am 22. Oktober 1921 die „Verordnung betreffend Abänderung der Vorschriften des Gesetzes über die Regulierung der Kaliwirtschaft“ vom 18. Juli 1919, kurz als „Stilllegungsverordnung“ bezeichnet. Mit dieser Rechtsverordnung bot man den Kaliwerksbetreibern an, weniger rentable Werke bis zum Ablauf des 31. Dezember 1953 freiwillig stillzulegen. Die solchen Werken zuvor erteilte Beteiligungsziffer, die sogenannte Absatzquote, konnte auf andere Werke übertragen (sprich: verkauft) werden.
Der Stilllegungsantrag wurde von den „Gewerkschaften Wils und Johannashall“ gemeinsam im Jahre 1922 gestellt. Am 20. September 1926 wurden in Gewerkenversammlungen die Liquidation beider Gewerkschaften beschlossen und der Veräußerung des Gesamtvermögens an die Kali-Industrie Aktiengesellschaft Berlin, Sitz Kassel / Wintershall Aktiengesellschaft zugestimmt. Nach diesem Zeitpunkt wurden Schachtunterhaltung und Kontrollen durch diese Aktiengesellschaft wahrgenommen. Am 9. Oktober 1922 wurde der Bergbehörde der Ausbau der Spurlatten und Einstriche angezeigt und am 23. Juli als beendet mitgeteilt. Im Mai 1924 wurde das Fördergerüst abgebrochen und am 20. Mai 1924 die Schachtabdeckelung beendet. Im Dezember 1924 wurde die Fördermaschine demontiert.

## Heutiger Zustand (Stand 2004)

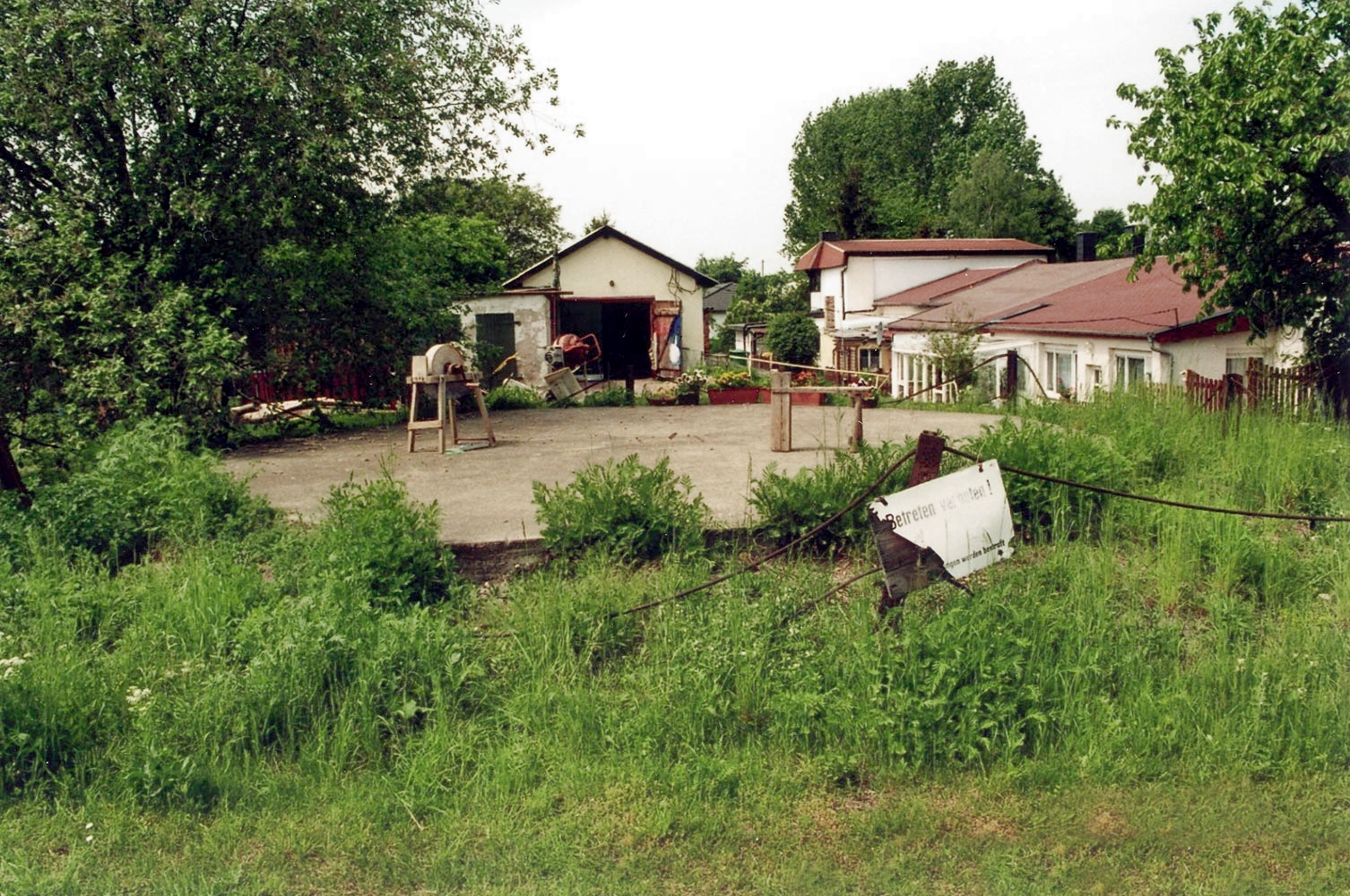
Abdeckplatte der Schachtröhre des stillgelegten Kaliwerkes „Gewerkschaft Wils“

Dieses und viele andere seinerzeit stillgelegte Kali- und Steinsalzbergwerke bedürfen einer kontinuierlichen Überwachung.
Nach der Übertragung des Gesamtvermögens auf die Wintershall AG wurden auch ab diesem Zeitpunkt Schachtunterhaltung und Kontrollen von dieser wahrgenommen.
Ab 1945 und mit Ausnahme der Zeit vom 1. Januar 1952 bis 1. August 1953 – in dieser Zeit war die „Geologische Kommission“ in Berlin für die Schächte verantwortlich – war der VEB Kaliwerk „Deutschland“ Teutschenthal für die Instandhaltung und Kontrolle der Schachtröhren-Abdeckelungen und -Überbauungen zuständig. Seit Erlass der Verwahrungsanordnung der DDR vom 10. Oktober 1971 (DDR-GBl. II Nr. 73) wurde der Rat des Bezirkes Halle für eine Vielzahl von Alt-Kalischächten, die als „Grubenbaue alten Bergbaus ohne Rechtsnachfolger“ galten, zuständig.
Mit dem Beitritt der DDR zum Geltungsbereich des Grundgesetzes galt die Schachtanlage Johannashall als „stillgelegte Anlage eines bergbaulichen Gewinnungsbetriebes, für den ein Rechtsnachfolger nicht vorhanden oder nicht mehr feststellbar ist“. Anstelle der Räte der Bezirke traten bis zum Erlass entsprechender ordnungsbehördlicher Vorschriften die jeweiligen Landesregierungen ein. 